# 大宝 (黎朝)
大宝（だいほう）は、ベトナム後黎朝の皇帝太宗が使用した元号。
1440年 - 1442年。

## 西暦との対照表
| 大宝 | 元年   | 2年    | 3年    |
| 西暦 | 1440年 | 1441年 | 1442年 |
| 干支 | 庚申   | 辛酉   | 壬戌   |